# 南京大学事件
南京大学事件，是文化大革命早期的一个历史事件。指1966年6月12日，南京大学举行万人大会，批判校党委书记兼校长匡亚明“压制革命”。

## 概述
根据康生的意见，《新华日报》于6月13日对这次揪斗大会作了肯定性的报道，南京大学校内也展开了对此报道的大辩论。根据中央文革小组的意见，中共江苏省委作出撤销匡亚明一切职务的决定。6月16日，《人民日报》报道此事，并为此发表社论《放手发动群众彻底打倒反革命黑帮》，高度赞扬夺权行动。